# Sojuz TM-4
Sojuz TM-4 je označení sovětské kosmické lodi řady Sojuz, která v prosinci 1987 odstartovala ke stanici Mir, jako čtvrtá kosmická loď letící na Mir. Na palubě nesla tři kosmonauty – Vladimir Titov a Musa Manarov, členové 3. základní expedice na Mir, nahradili Jurije Romaněnka a Alexandra Alexandrova z 2. základní expedice. Třetí člen posádky, Anatolij Levčenko byl kosmonaut pro program raketoplánu Buran z oddílu Gromovova letecko-výzkumného institutu. Vrátil se na Zemi spolu s Romaněnkem a Alexandrovem v lodi Sojuz TM-3.
Po spojení se stanicí sloužila loď jako záchranný člun až do června 1988, kdy se v ní vrátili na Zem Anatolij Solovjov, Viktor Savinych a Alexandr Panajotov Alexandrov.

## Posádka
| Pozice              | Kosmonauti                                                     | Kosmonauti                                            |
| Pozice              | start                                                          | přistání                                              |
| ------------------- | -------------------------------------------------------------- | ----------------------------------------------------- |
| Velitel             | Vladimir Titov (2), CPK                                        | Anatolij Solovjov (1), CPK                            |
| Palubní inženýr     | Musa Manarov (1), NPO Eněrgija                                 | Viktor Savinych (3), NPO Eněrgija                     |
| Kosmonaut-výzkumník | Anatolij Levčenko (1), Letecko-výzkumný institut M. M. Gromova | Alexandr Panajotov Alexandrov (1), Letectvo Bulharska |

V závorkách je uveden dosavadní počet letů do vesmíru včetně této expedice.
| Pozice              | Kosmonauti                                               |
| ------------------- | -------------------------------------------------------- |
| Velitel             | Alexandr Volkov, CPK                                     |
| Palubní inženýr     | Alexandr Kaleri, NPO Eněrgija                            |
| Kosmonaut-výzkumník | Alexandr Ščukin, Letecko-výzkumný institut M. M. Gromova |

## Průběh letu
Než stará posádka opustila stanici, předvedla nové posádce, jak použít vybavení pro výstup do volného vesmíru. Sojuz TM-4 přivezl materiál pro biologické experimenty, zařízení pro růst biologických krystalů Ajnur, které nainstalovali do modulu Kvant. Kombinovaná posádka si také nacvičovala evakuaci, když se na Miru simulovalo nebezpečí.
Titov a Manarov prováděli výzkum galaxií a skupin hvězd v ultrafialové části spektra pomocí teleskopu Glazar v modulu Kvant. Výzkum vyžadoval fotografie s expozičním časem až 8 minut, při kterém byť sebemenší pohyb kosmonauta mohl zatřást celým komplexem. To by mělo za následek rozmazané astronomické obrázky, takže se kosmonauti během expozice nesměli ani pohnout.

## Parametry mise
- Hmotnost: 7 070 kg
- Perigeum: 337 km
- Apogeum: 357 km
- Inklinace: 51,6°
- Doba oběhu: 91,5 min